# Делово преди всичко
„Делово преди всичко“ (на английски: Strictly Business) е американска комедия от 1991 г. на режисьора Кевин Хукс. Във филма участват Томи Дейвидсън, Джоузеф Филипс и Хали Бери.

## Актьорски състав
| Актьор              | Роля                |
| ------------------- | ------------------- |
| Томи Дейвидсън      | Боби Джонсън        |
| Джоузеф С. Филипс   | Уеймън Тинсдейл III |
| Ан-Мари Джонсън     | Дидра               |
| Дейвид Маршъл Грант | Дейвид              |
| Хали Бери           | Натали              |
| Джон Сайфър         | Дрейк               |
| Самюъл Джаксън      | Монро               |
| Ким Коулс           | Милисент            |
| Сам Рокуел          | Гари                |
| Ани Голдън          | Шийла               |